# Mellanbygden
För andra betydelser, se Mellanbygden (olika betydelser).

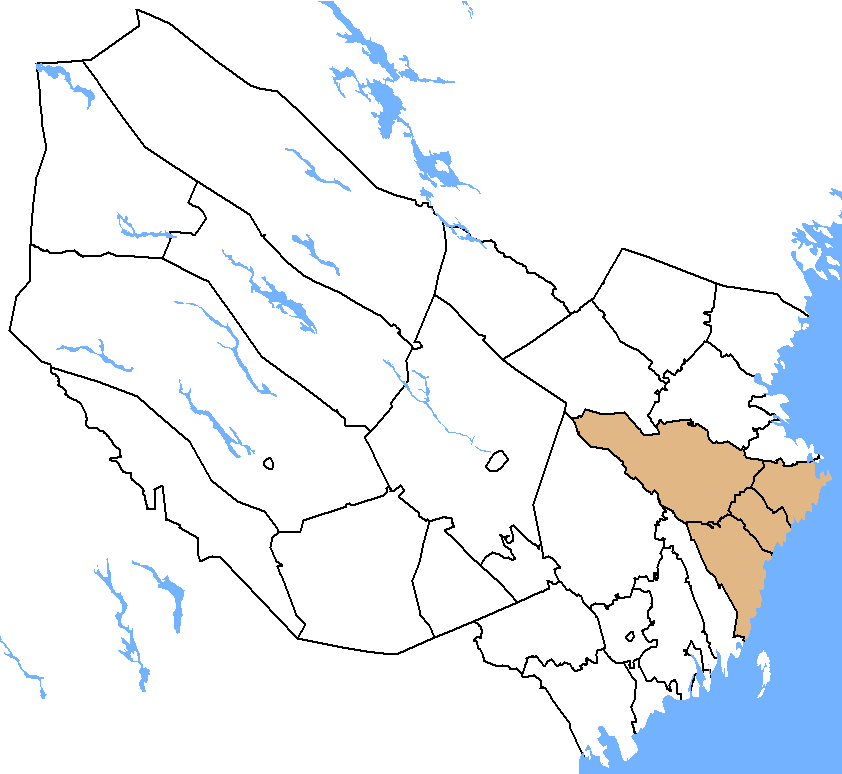
Regionen Mellanbygden består av fyra fd socknar i Västerbotten.

Mellanbygden är ett populärnamn och marknadsföringsnamn på regionen mellan Umeå och Skellefteå.
Området består av de fyra socknarna Bygdeå, Nysätra, Lövånger och Burträsk.
Således innefattas bland andra orterna Bygdeå, Robertsfors, Ånäset, Bygdsiljum, Burträsk och Lövånger.
Området har historiskt karakteriseras av större andel jordbruksmark och jordbruk, jämfört med sina grannar. 

## Användning av namnet
Namnet Mellanbygden återfinns i företagsnamn, föreningsnamn, tidningar mm i urval nedan.
- Mellanbygdens transport AB, MTAB
- Mellanbygdens Byggservice
- Mellanbygdens Reklam & Media
- Tidningen Västerbottens Mellanbygd
- Pingstförsamlingen i Västerbottens Mellanbygd
- Mellanbygdens vattenråd
- Mellanbygdens ryttarförening
- Mellanbygdens hushållningsgille
- Mellanbygdens Stövargille
- Mellanbygdens rör, numer Skelleftebygdens rör